# Chusta harcerska
Chusta – element munduru harcerskiego. Zwinięta, jest noszona na bluzie mundurowej, pod kołnierzem (czasami na kołnierzu) i spięta suwakiem lub zawiązana na węzeł (zależy to od zwyczajów drużyny). Pierwotnie w skautingu chusta, jak każdy element munduru, miała swoje znaczenie praktyczne – służyła do opatrywania ran. Obecny regulamin mundurowy ZHP również uwzględnia takie zastosowanie – Chusta może być zdejmowana i służyć np. jako chusta trójkątna w nagłym wypadku.
Każda drużyna harcerska ma swój własny kolor chusty. Aktualnie w ZHP wymiary chusty środowiska to 70x70x100 cm, gdzie dopuszczony jest też wybór chust o wymiarach 90x90x130 cm, natomiast w ZHR wymiary wynoszą 130x90x90 cm. Chusta może być jednokolorowa, dwukolorowa także mamy do czynienia z chustami trójkolorowymi i zawierającymi w sobie więcej barw. Zdarzają się na chustach również różne dodatki na przykład: frędzelki.
Często barwy chusty i jej krój mają swoje znaczenie symboliczne. Kolory symbolizują różne cechy pożądane u harcerza.
Chusta może poza drużyną być przyjęta jako jednolite oznaczenie dla Szczepu lub Hufca. Przykładami tutaj są: I Środowiskowy Szczep Harcerski "Matecznik" z Piotrkowa Trybunalskiego (chusty czarne z błękitnym obszyciem wzorowane na chustach barwach Czarnej Trzynastki Wileńskiej), I Kutnowski Szczep „Innominata” (chusty czarne z pomarańczowym obszyciem i wyszytym logiem szczepu – słupami grunwaldzkimi z napisem "Innominata", kolor wzorowany na barwach I Kutnowskiej Drużyny Wędrowniczej im. T. Rejtana) czy Szczep Błękitni z Radomska.
Elementem zwyczajowym dla wielu drużyn jest zawiązywanie supła na końcu chusty, jako przypomnienia o powinności spełnienia dobrego uczynku.